# Moux-en-Morvan
Moux-en-Morvan (im örtlichen Dialekt: Mô) ist eine französische Gemeinde mit 534 Einwohnern (Stand: 1. Januar 2022) im  Département Nièvre in der Region Bourgogne-Franche-Comté. Sie gehört zum Arrondissement Château-Chinon (Ville) und zum Kanton Château-Chinon (bis 2015: Kanton Montsauche-les-Settons). Die Einwohner werden Mouxois genannt.

## Geographie
Moux-en-Morvan liegt etwa 69 Kilometer westsüdwestlich von Dijon im Morvan. Umgeben wird Moux-en-Morvan von den Nachbargemeinden Gouloux im Norden und Nordwesten, Alligny-en-Morvan im Norden, Blanot im Osten und Nordosten, Chissey-en-Morvan im Südosten, Ménessaire im Süden, Gien-sur-Cure im Süden und Südwesten, Planchez im Südwesten sowie Montsauche-les-Settons im Westen und Nordwesten.

## Bevölkerungsentwicklung
| Jahr                       | 1962 | 1968 | 1975 | 1982 | 1990 | 1999 | 2006 | 2013 |
| -------------------------- | ---- | ---- | ---- | ---- | ---- | ---- | ---- | ---- |
| Einwohner                  | 814  | 714  | 703  | 708  | 744  | 675  | 629  | 564  |
| Quellen: Cassini und INSEE |      |      |      |      |      |      |      |      |

## Sehenswürdigkeiten
- Kirche Saint-Denis

## Persönlichkeiten
- Edward Ernest Bowen (1836–1901), Fußballer